# انچتس
انچتس (به بلغاری: Enchets) روستایی در بلغارستان است که در شهرستان کاردژالی واقع شده‌است.